# Jugoslavija na Zimskih olimpijskih igrah 1964 - hokej na ledu
Jugoslavija je na Zimskih olimpijskih igrah 1964, ki so potekale med 29. januarjem in 9. februarjem 1964 v Innsbrucku, s tremi zmagami, remijem in štirimi porazi zasedla štirinajsto mesto. To je bil prvi nastop jugoslovanske hokejske reprezentance na Olimpijskih igrah.

## Postava
Aleksandar Anđelić, Miroljub Đorđević, Albin Felc, Anton Gale, Mirko Holbus, Bogo Jan, Ivo Jan, Marijan Kristan, Miran Krmelj, Igor Radin, Ivo Ratej, Viktor Ravnik, Franc Smolej, Rašid Šemsedinović, Viktor Tišlar, Vinko Valentar

## Tekme

### Razvrstitvena tekma
| 27. januar 1964 | Kanada | 14–1 | Jugoslavija | Olympiahalle Innsbruck, Innsbruck |

| Poročilo tekme | Poročilo tekme | Poročilo tekme | Poročilo tekme | Poročilo tekme |
| -------------- | -------------- | -------------- | -------------- | -------------- |
|                |                | (5:1,6:0,3:0)  |                |                |

### Za 9. do 16. mesto
| 30. januar 1964 | Avstrija | 6–2 | Jugoslavija | Olympiahalle Innsbruck, Innsbruck |

| Poročilo tekme | Poročilo tekme | Poročilo tekme | Poročilo tekme | Poročilo tekme |
| -------------- | -------------- | -------------- | -------------- | -------------- |
|                |                | (2:0,2:0,2:2)  |                |                |

| 1. februar 1964 | Italija | 3–5 | Jugoslavija | Olympiahalle Innsbruck, Innsbruck |

| Poročilo tekme | Poročilo tekme | Poročilo tekme | Poročilo tekme | Poročilo tekme |
| -------------- | -------------- | -------------- | -------------- | -------------- |
|                |                | (3:1,0:2,0:2)  |                |                |

| 2. februar 1964 | Romunija | 5–5 | Jugoslavija | Olympiahalle Innsbruck, Innsbruck |

| Poročilo tekme | Poročilo tekme | Poročilo tekme | Poročilo tekme | Poročilo tekme |
| -------------- | -------------- | -------------- | -------------- | -------------- |
|                |                | (2:1,1:3,2:1)  |                |                |

| 4. februar 1964 | Japonska | 4–6 | Jugoslavija | Olympiahalle Innsbruck, Innsbruck |

| Poročilo tekme | Poročilo tekme | Poročilo tekme | Poročilo tekme | Poročilo tekme |
| -------------- | -------------- | -------------- | -------------- | -------------- |
|                |                | (1:2,1:2,2:2)  |                |                |

| 6. februar 1964 | Jugoslavija | 4–2 | Madžarska | Olympiahalle Innsbruck, Innsbruck |

| Poročilo tekme | Poročilo tekme | Poročilo tekme | Poročilo tekme | Poročilo tekme |
| -------------- | -------------- | -------------- | -------------- | -------------- |
|                |                | (2:2,1:0,1:0)  |                |                |

| 8. februar 1964 | Poljska | 9–3 | Jugoslavija | Olympiahalle Innsbruck, Innsbruck |

| Poročilo tekme | Poročilo tekme | Poročilo tekme | Poročilo tekme | Poročilo tekme |
| -------------- | -------------- | -------------- | -------------- | -------------- |
|                |                | (4:2,4:1,1:0)  |                |                |

| 9. februar 1964 | Norveška | 8–4 | Jugoslavija | Olympiahalle Innsbruck, Innsbruck |

| Poročilo tekme | Poročilo tekme | Poročilo tekme | Poročilo tekme | Poročilo tekme |
| -------------- | -------------- | -------------- | -------------- | -------------- |
|                |                | (4:2,1:2,3:0)  |                |                |